# Steven Barnes
Steven Barnes (n. 1 martie 1952, Los Angeles, California, SUA) este un scriitor afroamerican de literatură științifico-fantastică, lector, consultant și tehnician în domeniul performanțelor umane.
A scris câteva episoade ale serialelor de televiziune The Outer Limits și Baywatch, precum și episoadele "Brief Candle" al serialului Stargate SG-1 și "The Sum of Its Parts" al serialului Andromeda. Prima operă de ficțiune publicată de Barnes a fost nuveleta din 1979 The Locusts, scrisă împreună cu Larry Niven și nominalizată la premiul Hugo.

## Biografie
Barnes a primit o educație variată, care cuprinde și studii efectuate la Los Angeles High School, Pepperdine University, o diplomă în Arta Comunicării, un certificat în hipnoterapie și cursuri la Transformative Arts Institute din San Anselmo, California. Barnes este căsătorit cu scriitoarea Tananarive Due, alături de care trăiește în Los Angeles. Barnes are o fiică din prima căsătorie și un fiu din cea actuală.
În afara scrisului, pasiunea sa o reprezintă artele marțiale, având centura neagră în Kempo (stilul Aikka) și Kodokan Judo. Este instructor certificat în  Wu Ming Ta și este instructor-candidat în arta marțială filipineză Kali și în lupta cu cuțitele. De asemenea, are cunoștințe avansate de kickboxing Jet Kune Do  (metoda Bruce Lee, studiată cu Dan Inosanto) și este instructor în stilul Wu de Tai Chi Chuan, pe care l-a studiat cu Hawkins Cheung. A mai urmat și cursuri de autoapărare cu pistolul, Taekwondo și Aikido și are centura maro în Jiu Jitsu. Barnes a absolvit cursurile de bază de Hatha Yoga și în prezent studiază un sistem indonezian de luptă intitulat Pentjak Silat (asub îndrumarea gurului Stevan Plinck) și Ashtanga Yoga (o formă aerobică de).

### SeriaDream Park
- Dream Park (1981) (cu Larry Niven)
- The Barsoom Project (1989) (cu Larry Niven)
- The California Voodoo Game (1992) (cu Larry Niven)

### SeriaThe Aubry Knight
- Street Lethal (1983)
- Gorgon Child (1989)
- Firedance (1993)

### SeriaHeorot
- The Legacy of Heorot (1987) (cu Larry Niven și Jerry Pournelle)

ro. Moștenirea Heorot - editura Nemira 2008
- Beowulf's Children (1995) (cu Larry Niven și Jerry Pournelle)

ro. Dragonii Heorot - editura Nemira 2010

### SeriaInsh'Allah
- Lion's Blood (2002) - câștigătoare în 2003 a premiului Endeavour)
- Zulu Heart (2003)

### Romane de sine-stătătoare, scenarii, alte lucrări
- Casanegra Arhivat în 8 februarie 2012, la Wayback Machine. (cu Blair Underwood și Tananarive Due)
- The Descent of Anansi (1982) (cu Larry Niven)
- The Kundalini Equation (1986)
- Fusion (1987) (doar numerele #1-5)
- Achilles' Choice (1991) (cu Larry Niven)
- Blood Brothers (1996)
- Iron Shadows (1997)
- Far Beyond the Stars (1998) (novelizarea serialului Star Trek: Deep Space Nine)
- The Lives of Dax: "The Music Between the Notes" (1999)
- Saturn's Race (2000) (cu Larry Niven)
- Charisma (2002)
- The Cestus Deception (2004) (din seria Star Wars)

ro. Complotul de pe Cestus - editura Amaltea
- Great Sky Woman (2006)
- "To See the Invisible Man" (scenariu pentru televiziune după o povestire scurtă de Robert Silverberg, scris în anii '80 pentru Zona crepusculară)
- Assassin and Other Stories (2010) - culegere de povestiri care include romanul:
  - The Invisible Imam